# Tomohiro Taira
Tomohiro Taira (født 10. maj 1990) er en japansk fodboldspiller, som spiller for den japanske fodboldklub Tokyo Verdy.